# 로저 미첼
로저 미첼(영어: Roger Michell, 1956년 6월 5일~2021년 9월 22일)은 남아프리카 공화국 태생의 영국 영화 감독, 텔레비전 감독, 연극연출가이다.

## 연출 작품

### 영화
- 설득 (1995)
- My Night with Leg (1996)
- 타이타닉 타운 (1998)
- 노팅 힐 (1999)
- 체인징 레인스 (2002)
- 마더 (2003, The Mother)
- 사랑을 견뎌내기 (2004)
- 비너스 (2006)
- 굿모닝 에브리원 (2010)
- 하이드 파크 온 허드슨 (2012)
- 위크엔드 인 파리 (2013)
- 나의 사촌 레이첼 (2017)
- Nothing Like a Dame (2018)
- 완벽한 가족 (2019)